# Louis Bréton
Pour les articles homonymes, voir Bréton.
Louis Bréton, né à Paris le 16 novembre 1817 et mort au Plessis-Robinson le 19 août 1883, est un libraire et éditeur français, collaborateur et associé de Louis Hachette.

## Biographie
Louis Bréton est le fils du notaire et homme politique Louis-Henri Bréton (1776-1855) et de Victoire Mony, fille d'un notaire parisien et tante de Stéphane Mony, d'Eugène Flachat et de François Adolphe Akermann. Il épouse, en 1844, Zélime Auzat, fille d'Édouard Jean Maurice Auzat et de Pauline Catherine Royer (seconde épouse de Louis Hachette).
Il entre dans la Maison Hachette en 1839, comme commis, par l'intermédiaire de son père, ami de Louis Hachette qu'il soutint financièrement dans ses débuts. La Librairie Hachette était à cette époque rue Pierre-Sarrazin, et ne s'occupait que des livres classiques. À la mort de Louis Hachette, il prit seul en main la direction des livres destinés aux écoles, aux lycées et aux collèges. Il fit beaucoup avec ses collaborateurs pour le développement de l'instruction publique en France.
Il fut président du conseil d'administration du Cercle de la librairie par décision du 25 novembre 1864, et sa présidence qui fut une des plus actives s'étend de 1865 à 1867. Il est nommé chevalier de la Légion d'honneur le 15 août 1866. C'est de cette époque que date l'adjonction des membres correspondants, la librairie de province se trouva rattachée à l'action et au rayonnement du Cercle. Il fut également secrétaire du comité d'admission pour la Classe de l'imprimerie et de la librairie à l'Exposition universelle de 1867.
Louis  Bréton assista, le 12 juin 1878, à la pose de la première pierre de l'édifice du boulevard Saint-Germain par son beau-frère Georges Hachette.
En 1872, lorsque l'impôt sur le papier vint frapper les industries du livre, il provoqua la réunion des principaux éditeurs classiques et fonda le syndicat dont il devint président.
Il mourut des suites d'une courte maladie et, selon son souhait, il ne fut prononcé sur sa tombe aucun discours, ni éloge funèbre. La cérémonie religieuse eut lieu à l'église Saint-Séverin et sa dépouille fut inhumée à Paris au cimetière du Montparnasse, accompagnée par une foule nombreuse, des libraires et éditeurs, des savants, artistes, littérateurs et par des gens du peuple.
À sa mort, son fils, Guillaume Bréton, jeune docteur ès lettres, ancien élève de l'École normale supérieure en 1877, devient associé de la Maison Hachette.

## Réception critique
- Edmond About : « Je recueille en passant un trait qui vous peindra à vif, la belle âme de Louis Bréton : "Lorsque Michel Lévy mourut, il laissa une famille divisée par des intérêts énormes : une veuve sans enfant, un frère associé, plusieurs autres frères. On voulait éviter une liquidation judiciaire et pourtant chacun tenait à ses droits. Que fit-on ? On vint chercher Louis Bréton sur sa réputation de droiture et c'est lui qu'on pria de répartir équitablement les millions du pauvre Michel. Il s'acquitta de sa tâche au contentement de tous, car la famille Lévy lui offrit un beau groupe d'argent ciselé en témoignage de sa reconnaissance." »[3]
- Alfred Didot : « Je n'ai jamais connu plus honnête homme, ni meilleur. »[3]